# NGC 5127
NGC 5127 ist eine Elliptische Galaxie mit aktivem Galaxienkern vom Hubble-Typ E2 im Sternbild Jagdhunde am Nordsternhimmel. Sie ist schätzungsweise 219 Millionen Lichtjahre von der Milchstraße entfernt und hat einen Durchmesser von etwa 180.000 Lj.

Im selben Himmelsareal befinden sich die Galaxien NGC 5131, IC 4239, IC 4240, IC 4242.
Die Typ-Ia-Supernova SN 1991bi wurde hier beobachtet.
Das Objekt wurde am 13. März 1785 vom deutsch-britischen Astronomen Wilhelm Herschel mit einem 18,7-Zoll-Spiegelteleskop entdeckt, der sie dabei mit „pB, pS, nearly R, mbM“ beschrieb.

## NGC 5061-Gruppe (LGG 350)
| Galaxie   | Alternativname | Entfernung / Mio. Lj |
| --------- | -------------- | -------------------- |
| NGC 5127  | PGC 46809      | 219                  |
| NGC 5166  | PGC 46490      | 209                  |
| PGC 46617 | UGC 8392       | 229                  |
| PGC 46851 | UGC 8426       | 224                  |
| PGC 46647 | UGC 8397       | 219                  |
| PGC 47093 | UGC 8451       | 238                  |
| PGC 47447 | UGC 8496       | 217                  |
| PGC 47585 | UGC 8517       | 210                  |
| PGC 46538 | MCG +05-32-1   | 226                  |
| PGC 46796 | CGCG 161-41    | 224                  |